# Giovanni Antonio Guido
Pour les articles homonymes, voir Guido.
Giovanni Antonio Guido (né vers 1675, probablement à Gênes, et mort après le 17 septembre 1729) est un violoniste et compositeur italien.

## Biographie
Né probablement à Gênes vers 1675, il étudia et vécut à Naples. Il vécut ensuite à Paris de 1702 jusqu'en 1729 au moins, au service du duc d'Orléans, puis de son fils, Louis d'Orléans.
À Paris, on commence à trouver sa trace à partir de novembre 1703, dans le Mercure Galant où, à l'occasion d'un concert donné au château de Fontainebleau, il est qualifié d'excellent violoniste (p. 206-218). Son nom réapparaît en 1704, lors un autre concert donné au château de Sceaux, puis, en 1705, dans la Comparaison de la Musique Italienne et de la Musique Française, de Lecerf de la Viéville (Seconde partie, p. 118). Il participa (en 1720 au moins) aux soirées mensuelles organisées par le financier Antoine Crozat (1714-1724).
Il n'était pas flûtiste, contrairement à ce qu'affirme la mauvaise traduction de l'inscription, notée au dos de son portrait dessiné par Watteau (Louvre, Cabinet des dessins, Portraits de musiciens).

## Œuvres
- En 1707, il publia six Motets à une et à deux voix, avec ou sans accompagnement de violon, dédiés au duc Philippe d'Orléans (Œuvre 1re. Paris, Foucault)
- Vers 1710, deux Sonates à 3 (deux violons et basse continue), ajoutées à un recueil du violoniste anglais John Ravenscroft, mort en 1708 (éd. Amsterdam, s. d.).
- Un air de Guido figure dans un Recueil d'airs sérieux et à boire de différents auteurs (Amsterdam, Estienne Roger, 1711).
- Six Sonates à Violon seul avec accompagnement de basse et clavecin, Livre 1 (Paris, l'Auteur et Boivin, gravé par Du Plessy, 1726).
- Il publia des Scherzi armonici sopra le quattro staggioni dell'anno, Œuvre IIIe (Concertos à 3 violons, flûtes, hautbois, clavecin, basses de viole et violoncelle), à l’imitation des Quatre Saisons de Vivaldi, déjà très en vogue à l'époque (éd. Versailles, 1728 ?).
- Une Sinfonia a 4 (Manuscrite, Bibliothèque de l'université d'Uppsala).
- Trois Cantates profanes, un Duetto (petit duo), et deux Arie (Airs), manuscrits, dans : Recueil n° 10 de Cantates et airs italiens, anonymes ou de différents auteurs... (Paris, Bibliothèque du Conservatoire).

## Œuvres perdues
- En 1728, I. Bachelier, dans son Recueil de cantates contenant [les livrets de] toutes celles qui se chantent dans les Concerts (éd. La Haye), donna les textes de deux cantates françaises « dont la Musique [est] du Signor Antonio Guido » (Tircis et Climène. Cantate à deux voix, avec Simphonie et La Pomme d'Or, Cantate à voix seule, avec accompagnement).
- Guido apparaît le 23 mars 1728, dans le Mercure de France, à l'occasion de l'exécution par le Concert Spirituel, de son Concerto de trompettes, hautbois, Cors de chasse et les chœurs de toute la symphonie.
- Son nom apparaît une dernière fois, le 17 septembre 1729, lors de l'exécution de son Te Deum, donné pour la naissance du Dauphin (Le Mercure de France, p. 2322-2323).

## Style et influences
Le style vocal de ce musicien, très orné, est encore proche de ses origines italiennes (cf. ses motets et ses cantates). Il eut sans doute une influence sur les auteurs de cantates françaises, forme créée depuis peu par ses collègues à la cour de Philippe d'Orléans.
Du point de vue instrumental, son style brillant, influencé à la fois par Corelli et Jean-Baptiste Senaillé, est un mélange des « goûts » français et italien.
En 1776, Sir John Hawkins, dans A General History of the Science and Practice of Music (vol. V, p. 131), fait une allusion à la réputation internationale du violoniste (qu'il considère comme faisant partie de l'école napolitaine de violon).

## Discographie
- Scherzi Armonici, op. 3 (CPO, 2001/2004)[1] — avec Vivaldi, Le quattro qtagioni (version de Dresde avec instruments à vent)
- Le quattro stagioni – Caroline Balding, violon ; Band of Instruments : Matthew Truscott, Sarah Moffatt, violons ; Alison McGillivray, violoncelle ; Peter McCarthy, basse ; Roger Hamilton, clavecin (13-15 avril 2004, Divine Art)[2] (OCLC 828930303)
- Sonates a violon seul [Paris, 1726] – Ensemble Hortensia Virtuosa (octobre 2020, Da Vinci Classics C00454) (OCLC 1339097410) — premier enregistrement mondial.
- Le quattro stagioni – Orchestre de l’Opéra Royal, dir. Andrés Gabetta et violon (juillet 2023, Château de Versailles Spectacles CVS138) (OCLC 1454711914) — avec Vivaldi.